# ワズント・ボーン・トゥ・フォロー
「ワズント・ボーン・トゥ・フォロー」（Wasn't Born to Follow）は、キャロル・キングとジェリー・ゴフィンが作詞作曲し、バーズが1968年に発表した楽曲。

## 概要
1960年代後半に広まったヒッピー文化を背景に、自由への渇望、都市生活からの逃避が歌われる。メロディは当時ジェリー・ゴフィンとコンビを組んでいたキャロル・キングが書いた。
1967年6月からバーズはアルバムの制作に入るが、ゴフィン＝キングの作品は「ゴーイン・バック」のほか「ワズント・ボーン・トゥ・フォロー」も持ち込まれた。メンバーのデヴィッド・クロスビーは「ゴーイン・バック」の作風を時代に逆光するものとしてレコーディングを拒否。そのまま同年10月にグループを脱退してしまう。「ゴーイン・バック」はクロスビー抜きでレコーディングが行われ、同月すぐにシングルとして発売された。
プロデューサーを務めていたゲイリー・アッシャーは、「ワズント・ボーン・トゥ・フォロー」も、他のアーティストに歌われる前にバーズで録音したいと考えた。ドラマーのマイケル・クラークも脱け、その頃グループのメンバーはロジャー・マッギンとクリス・ヒルマンしか残っていなかったが、レコーディングは11月30日に行われた。ペダル・スチール・ギターでレッド・ローズ、ギターでクラレンス・ホワイト、ドラムでジム・ゴードンらが参加した。バーズのバージョンは歌詞の多くを省略して歌っている。
1968年1月15日発売のアルバム『名うてのバード兄弟』に収録された。
その後1969年7月公開の映画『イージー・ライダー』に使われた。ピーター・フォンダとデニス・ホッパーの二人のバイカーがヒッチハイカーを拾って旅を続けるシーンで流れ、世界に広く知られるようになった。同年9月9日、「イージー・ライダーのバラード」のバーズ自身のバージョンがシングルで出るが、コロムビア・レコードは映画のヒットにあやかりB面の「オイル・イン・マイ・ランプ」を「ワズント・ボーン・トゥ・フォロー」に差し替え、10月1日にシングルを再発売した。

## カバー・バージョン
- ザ・レモン・パイパーズ - 1968年のアルバム『Jungle Marmalade』に収録。
- ザ・シティ - 1968年のアルバム『夢語り』に収録。ザ・シティはキャロル・キングがダニー・コーチマー、チャールズ・ラーキーらと組んだグループ。
- キャロル・キング - 1980年のアルバム『Pearls: Songs of Goffin and King』に収録。
- ダスティ・スプリングフィールド - 1996年のコンピレーション・アルバム『Something Special』に収録。録音は1970年代前半。
- モンキーズ - 2016年のアルバム『Good Times!』に収録。録音は1968年。リード・ボーカルはピーター・トーク。
- ヨ・ラ・テンゴ - 2020年のアルバム『Sleepless Night』に収録。